# Paecilaema curvipes
Paecilaema curvipes is een hooiwagen uit de familie Cosmetidae.